# Plan 9 (Band)

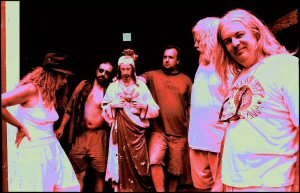
Plan 9

Plan 9 ist eine US-amerikanische Band aus Rhode Island, die sich nach dem gleichnamigen B-Movie Plan 9 from Outer Space benannt hat.

## Geschichte
Plan 9 wurde 1979 von Eric Stumpo und Debora Demarco gegründet. Ihre herausragendsten Alben entstanden am Anfang ihrer Karriere mit Frustration (LP, 1982), Plan 9 (LP, 1983) und Dealing with the Dead (LP, 1984).
Die frühen Lieder der bisweilen bis zu acht Mitglieder zählenden Band sind bei vier Gitarristen stark gitarrenlastig und stehen vom Sound her in Tradition der Beat, Garage Rock und Psychedelia der 60er-Jahre.
Erste Aufnahmen erschienen bei Midnight Records.
Die Band erspielte sich schnell einen Ruf als gute Liveband, die vom Gesang Eric Stumpos und dem einprägsamen Orgelsound von Deb Demarco dominiert wurde.
Aufgrund ihrer aktiven Tourneetätigkeit landete die Gruppe einen Plattenvertrag bei Enigma Records, geführt von William und Wes Hein. Neben Plasticland kamen sie bei Pink Dust – einem Sublabel von Enigma – unter. Als Enigma einen Vertriebsdeal mit Capitol Records abschloss, wurden sie schließlich ganz von Capitol Records unter Vertrag genommen.
Die Band machte in den 90ern wenig von sich reden, veröffentlicht aber weiterhin Platten auf ihrem eigenen Label, die stark Progressive-Rock-lastig sind.